# عادل حسن حامد
عادل حسن حامد هو مواطن سوداني، اُعتقل في معتقل غوانتانامو الأمريكي في كوبا في 18 يوليو 2002.
ولد في عام 1958 في بور سودان في السودان. تم إعادته إلى السودان في 12 ديسمبر 2007.

## إطلاق سراحه
عاد عادل وزميله السوداني سالم محمود آدم إلى السودان في 13 ديسمبر 2007.

## دعوى قضائية
في 14 مايو 2008 قالت صحيفة ديلي تايمز الباكستانية أن «سالم محمود آدم» و «عادل حسن حامد» أعلنا رفعهما لدعوى قضائية ضد حكومة الولايات المتحدة على احتجازهم.
رفع حسن دعوى ضد الحكومة والعديد من المسئولين في محكمة فيدرالية في سياتل في أبريل 2010. وكانت الدعوى ضد كبار المسؤولين الأمريكيين بما في ذلك جورج دبليو بوش، وديك تشيني، ودونالد رامسفيلد أنهم كانوا على علم  أن الغالبية العظمى من المعتقلين كانوا أبرياء، ولكنهم واصلوا اعتقالهم لأسباب سياسية.

## الأسرة
كان لديه ابنة وحيدة، توفيت قبل إطلاق سراحه لعدم وجود رعاية طبية.

## مزيد من القراءة
- Wax، Steven T. (2008). Kafka comes to America. Other Press. ISBN:978-1-59051-295-1.

## وصلات خارجية
- عادل حسن حامد، معتقل غوانتانامو، تسريبات ويكيليكس.
- سوداني يقاضي الحكومة بعد الإفراج عنه من غوانتانامو.